# معبد الخرايب
معبد الخرايب الفينيقي هو معبد تاريخي في جنوب لبنان، نُقب فيه خلال ثلاث بعثات أثرية. كشفت البعثة الأولى، التي ترأسها مدير آثار لبنان آنذاك موريس شهاب عام 1946، عن معبد من العصر الهلنستي وآلاف التماثيل الطينية التي يعود تاريخها إلى القرن السادس إلى القرن الأول قبل الميلاد. وأسفرت الحفريات اللاحقة في عام 1969، التي أجراها عالم الآثار اللبناني إبراهيم كوكباني، والمسح الأحدث في عام 2009، بتمويل من الحكومة الإيطالية، عن اكتشافات مهمة فيما يتعلق بالممارسات الدينية وإعادة بناء تفصيلية لهندسة الحرم المقدس وتطويره.
تعود أصوله إلى العصر الحديدي المتأخر/ الفترة الفارسية، مع إنشاء المراكز الزراعية الريفية من قبل مدينة صور المتنامية، في القرن السادس قبل الميلاد. ومع مرور الوقت، خضع لتعديلات وتوسعات خلال الفترة الهلنستية. من المحتمل أن يكون المعبد قد شيد من مواد قابلة للتلف، وخلال الفترة الهلنستية، حل مبنى جديد وأكبر محل الهيكل الأصلي. يحتوي على فناء مرصوف ويتكون من قاعة مربعة تؤدي إلى غرفة مستطيلة أصغر. تم تزيين الجزء الداخلي بزخارف من الجص وأرضية مركزية من الفسيفساء ذو شكل زجاجي يشبه الأحجار الكريمة. كان المدخل محاطًا بتمثالين واقفين على الطراز المصري لذكور. اتبعت الهندسة المعمارية تصميم المعبد الفينيقي ما قبل الكلاسيكي، والذي يتميز بميزات محددة مثل "المدخل المنحني" واتجاه محور شرقي-غربي.
اكتشف في معبد الخرايب مجموعة واسعة من القطع الأثرية، بما في ذلك الآلاف من تماثيل الطين والأواني المصغرة والنقوش التي توفر نظرة ثاقبة للممارسات الدينية للسكان الفينيقيين الريفيين المحليين. وتصور تماثيل الطين من العصر الحديدي المتأخر والفترة الفارسية مواضيع مختلفة، منها النساء الحوامل وذكور وآلهة. حيث ظلت الممارسات الدينية في المعبد وفية للتقاليد الفينيقية المحلية، وكانت جزءًا من نظام عبادة أوسع داخل المناطق الريفية في نواحي مدينة صور، بما في ذلك طقوس مماثلة في معابد المنطقة المختلفة.
لا يزال إله الحرم الفينيقي مجهولاً بسبب عدم وجود أسماء آلهة محددة في النقوش. يشير التفسير الحالي إلى أن الحرم كان بمثابة موقع ديني ريفي صغير يركز على آلهة الشفاء والخلاص، مع طقوس مرتبطة بالإنجاب والطفولة، كما يتضح من العديد من تماثيل الأطفال. يشير اكتشاف حوالي 8000 تمثال صغير من الطين إلى نشاط ديني مكثف امتد لقرون، وانتهى عندما توقف النشاط الديني في الموقع في القرن الأول قبل الميلاد.

## موقع
تقع بلدة الخرايب على التلال المطلة على البحر الأبيض المتوسط على مسافة قصيرة شمال نهر الليطاني 77 كـم (48 ميل) جنوب بيروت. يقع معبد الخرايب الفينيقي على هضبة جبلية عند مدخل القرية، بالقرب من محلة جمجيم. يطلق السكان المحليون على منطقة الحرم اسم "المهدومة" (المكان المهدوم)، و"جورة الخواتم"، وبعد بدء التنقيبات الأثرية عرفت باسم "المتحف".

## تاريخ

### الخلفية التاريخية والأساس
كشفت التنقيبات الأثرية في الخرايب والمناطق المجاورة لها عن مشهد استيطاني معقد يمتد لفترات زمنية مختلفة، من عصور ما قبل التاريخ إلى العصر العثماني (1516-1918). كانت المنطقة مأهولة بالسكان منذ العصر الحجري القديم الأوسط، كما يتضح من العديد من الأدوات الحجرية المكتشفة. تأتي أولى علامات الاستخدام الزراعي للمنطقة في الفترات التاريخية من موقع جمجيم بالقرب من الخرايب، حيث اكتشفت شاهدة تعود إلى العصر الحديدي المتأخر. وعثرت التنقيبات أيضًا على مستوطنة ريفية بها نظام معقد من الصهاريج يعود تاريخها إلى العصر الحديدي، إلى جانب السيراميك الذي يعود تاريخه إلى الألفية الثانية قبل الميلاد.
خلال الفترة الفارسية (539-330 قبل الميلاد)، ازدهرت فينيقيا اقتصاديًا وتزايد عدد سكان المدن الساحلية، مما استلزم تحسين الموارد في أراضيها. وقد دعمت السياسة الفارسية التي تهدف إلى تعزيز الزراعة المكثفة في المناطق المروية، حيث لعبت هذه المناطق الريفية، وخاصة تلك الواقعة بالقرب من الأنهار، دوراً حاسماً في اقتصاد صور وشهدت ظهور سلسلة من المستوطنات المخطط لها. وفي إطار هذا التنظيم الإقليمي، بدأ بناء مكان للعبادة في الخرايب في حوالي القرن السادس قبل الميلاد. يحدث إنشاء حرم الخرايب على طول نهر، وفي سياق منعزل نسبيًا، في وقت كانت عبادات آلهة الشفاء والخلاص تظهر في جميع أنحاء بلاد الشام.

### الفترة الهلنستية وانحدارها

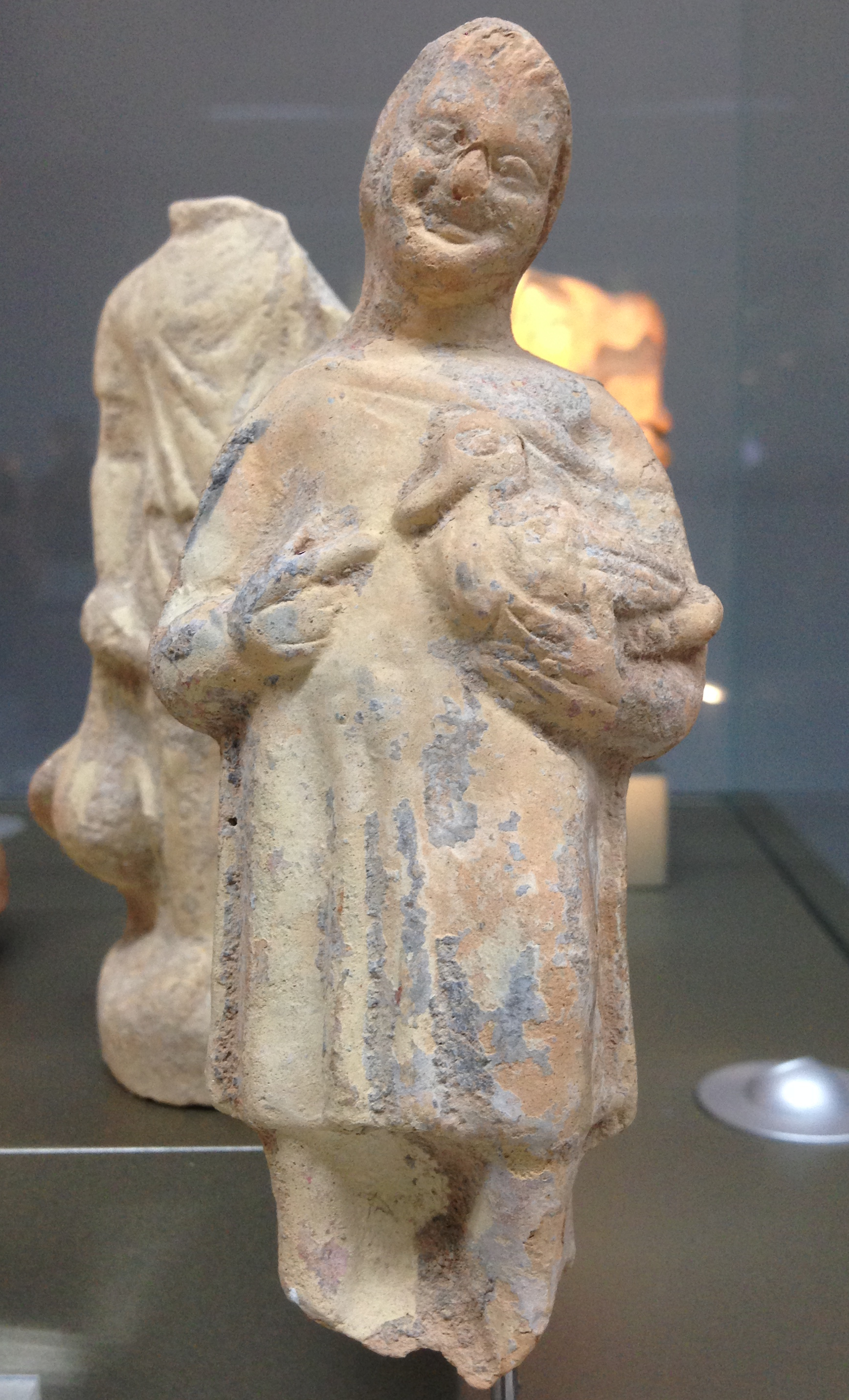
تمثال من الطين يحمل بطة من مقام الخرايب ، ضمن مجموعة المتحف الوطني في بيروت

بعد غزو الإسكندر الأكبر للإمبراطورية الأخمينية عام 330 قبل الميلاد ووفاته المبكرة، ظهرت ممالك هلينستية مختلفة عبر الأراضي المحتلة، وهي الإمبراطورية السلوقية في غرب آسيا ومصر البطلمية. انتشرت الثقافة واللغة اليونانية حتى الهند الحديثة، مما أدى إلى اندماج الثقافات اليونانية القديمة والمحلية.
في فينيقيا، على الرغم من أن غالبية السكان ما زالوا يتحدثون الفينيقية، إلا أن مؤسسات وتنظيم المدن الساحلية الفينيقية كانت هيلينية بشكل كبير. ومع ذلك، لم يصل النفوذ اليوناني إلى الريف بشكل كامل.  خلال هذه الفترة، أعيد بناء الحرم بالكامل، وكان هناك استخدام مكثف للصور والإنتاجات الفنية المستوحاة من مصر اليونانية والبطلمية المصنوعة في المدن الفينيقية الساحلية شديدة الهيلينية. إلا أن جميع النقوش الموجودة في معبد الخرايب كانت مكتوبة باللغة الفينيقية، كما هو الحال في مقام أم العمد الفينيقي المجاور حيث كانت اللغة الفينيقية هي الغالبة أيضًا، مما يدل على أن ظل السكان المحليون مرتبطين بلغتهم وتقاليدهم وآلهتهم. لا يوجد أي دليل أثري يعود تاريخه إلى ما بعد نهاية العصر الهلنستي في منطقة الحرم، مما يشير إلى أن النشاط الديني في الحرم توقف، بعد فترة طويلة من الازدهار والاستخدام المكثف، في القرن الأول قبل الميلاد.

### الاكتشاف الحديث
أنتجت المنطقة المحيطة بالخرايب والبلدات المجاورة لها عددًا من الآثار القديمة، التي جذبت انتباه العلماء والمستكشفين منذ القرن التاسع عشر. وقد وثقت بعض هذه النتائج من قبل المستشرقين. في أبريل 1863، عثر على لوح رخامي يتميز بنحت بارز ومعقد بين مواد بناء منزل في جمجيم. ذكر عالم الكتاب المقدس والمستشرق الفرنسي إرنست رينان في كتابه Mission de Phénicie أن الاكتشاف جاء من بلدة جمجيم. وأشار سكان الخرايب إلى المنطقة التي اكتشفت فيها الحرم الفينيقي والتي سميت فيما بعد باسم جورة الخواتم. وهذا الاسم مشتق من ممارسة جمع "الخرز" القديم المكتشف في المبنى، والذي استخدم لاحقًا في صنع الأساور وغيرها من الملحقات الزخرفية.
في عام 1946، بدأ مدير الآثار اللبناني موريس شهاب أعمال التنقيب في جورة الخواتم، بعد اكتشاف عدد من التماثيل المصنوعة من الطين. واكتشف بقايا مبنى عبادة مستطيل يعود تاريخه إلى العصر الهلنستي. أمام المبنى، بالقرب من فناء مرصوف، اكتشف آلاف التماثيل الطينية التي يعود تاريخها إلى القرن السادس إلى القرن الأول قبل الميلاد. توقفت الأنشطة الأثرية في الموقع لأكثر من عقدين من الزمن حتى عام 1969، عندما استأنف عالم الآثار اللبناني إبراهيم كوكباني أعمال التنقيب. واكتشف تماثيل مختلفة وعناصر معمارية مهمة، بما في ذلك عتبة مزينة بالصل وتمثالين كبيرين يظهران زيًا على الطراز المصري. نشر كوكباني تقريره الأولي عن التنقيب في عام 1973. وفي عام 2009، قامت الحكومة الإيطالية بتمويل إعادة فحص ودراسة التماثيل الطينية للمعبد ضمن مجموعات المديرية العامة للآثار في بيروت، وفي نوفمبر 2013 بدأ مشروع مسح جديد في موقع الخرايب ومحيطها. تلا ذلك العديد من الاكتشافات المهمة، بما في ذلك قسم غير مكتشف سابقًا من المبنى الثقافي المستطيل الرئيسي. وقامت البعثة الإيطالية بإعادة بناء الحرم بشكل تفصيلي، وكشفت عن مراحل التطوير المختلفة للمبنى. وأن الفريق أعاد بناء الزخارف المعمارية الأصلية للهيكل الهلنستي رقميًا، وعرض تصميمات معقدة تتميز بقطع الفسيفساء الملونة والجص والزخارف الزجاجية.

## التحف والاكتشافات
بالإضافة إلى العناصر المعمارية والزخرفية والطقوسية المذكورة أعلاه، أسفرت الحفريات المتتالية في الحرم الفينيقي في الخرايب عن ثروة من القطع الأثرية، والآلاف من تماثيل الطين، والأواني المصغرة التي توفر نظرة ثاقبة للممارسات الدينية للفينيقيين المحليين.

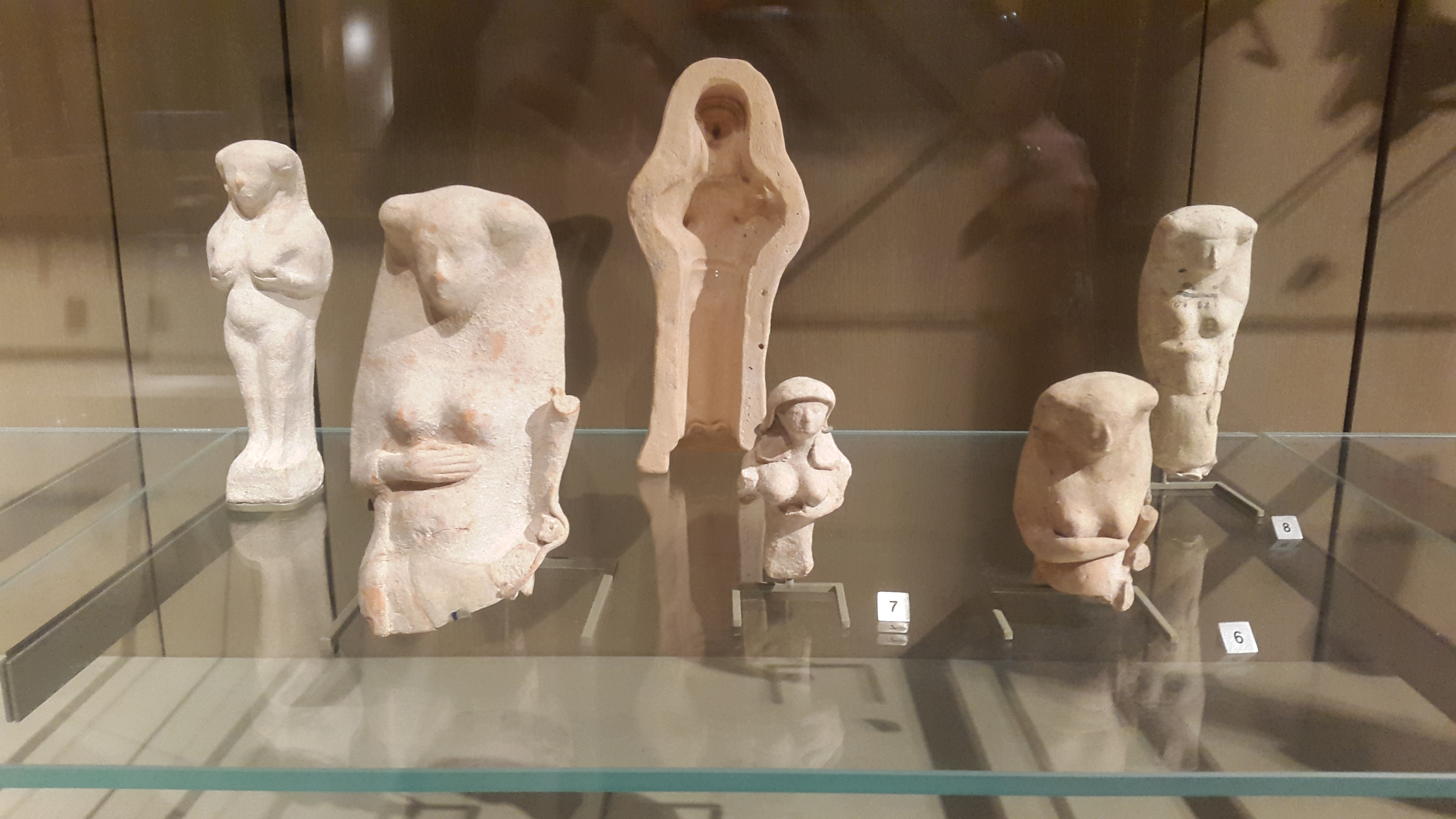
تماثيل من العصر الحديدي المتأخر من العصر الفارسي من الخرايب وصور، في المتحف الوطني في بيروت

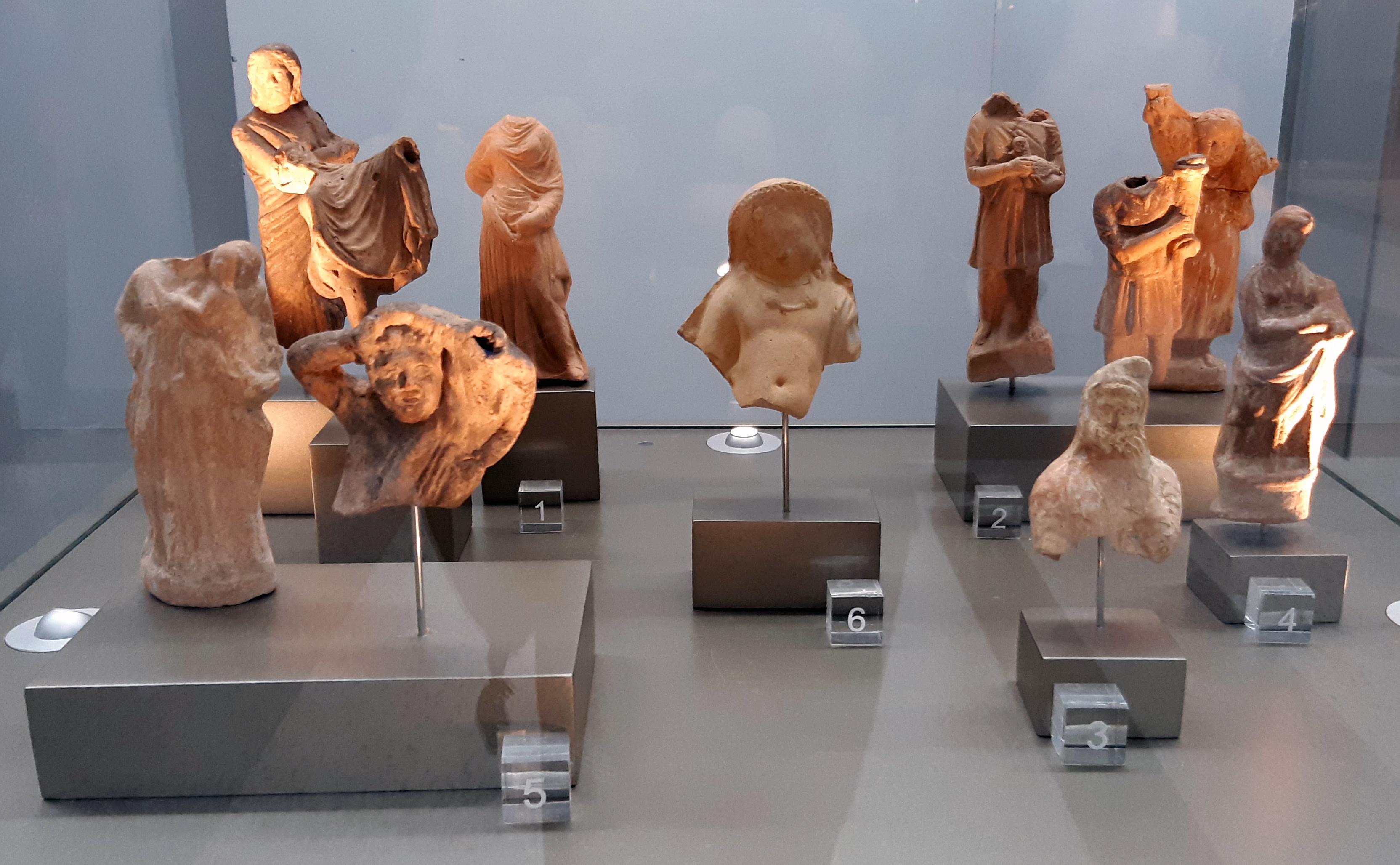
تماثيل من الفترة الهلنستية (330-31 قبل الميلاد) من الخرايب وصور، تعرض النفوذ اليوناني ، معروضة في مطار بيروت رفيق الحريري الدولي

## ملحوظات
1. ↑  The social strata of any society evolve historically at different speeds and in different ways. For the Hellenistic era, as for many other periods, a safe rule of thumb is "The lower, the slower." For the fellahin of Egypt, or the peasantry of Greece and Anatolia, very little changed over these three centuries except the identity and, sometimes, the severity of their (mostly alien) oppressors, whose unswerving aim was to extract as much tax-money and labor from them as could be done without provoking mass revolution.[11]
2. ↑  Not all of Umm al-Amad's inscriptions are in Phoenician, one is in Greek and reads ("ΑΒΔΗΛΙ[ΜΟΣ] / ΤΥΡΙΟΣ Χ[ΑΙΡΕ]" [Abdelim of Tyre, farewell]).[16][17]

### فهرس
- Amadasi Guzzo, Maria Giulia (2016). "Note su un'iscrizione fenicia da Kharayeb" [Notes on a Phoenician inscription from Kharayeb]. Rivista di Studi Fenici (بالإيطالية). 44 (44): 81–85. ISSN:1724-1855. Archived from the original on 2023-07-21.
- Conder، Claude Reignier؛ Kitchener، Horatio Herbert Kitchener؛ Palmer، Edward Henry؛ Besant، Walter (1881). The survey of western Palestine : memoirs of the topography, orography, hydrography, and archaeology. London: Committee of the Palestine exploration fund. ISBN:9780837018294. OCLC:871197829.
- Chéhab, Maurice (1951–1952). "Les terres cuites de Kharayeb / Texte" [Kharayeb's terracotta figurines / Text]. Bulletin du Musée de Beyrouth (بالفرنسية). Paris. 10. OCLC:612576805.
- Chéhab, Maurice (1953–1954). "Les terres cuites de Kharayeb / Planches" [Kharayeb's terracotta figurines / Figures]. Bulletin du Musée de Beyrouth (بالفرنسية). Paris. 11. OCLC:612576842.
- Chéhab, Maurice (1955). "Inscription phénicienne de Kharayeb" [Phoenician inscription from Kharayeb]. Bulletin du Musée de Beyrouth (بالفرنسية). Paris. 12: 45–46. OCLC:1136117417.
- Edrey, Meir (2018). "Towards a Definition of the pre-Classical Phoenician Temple". Palestine Exploration Quarterly (بالإنجليزية). 150 (3): 184–205. DOI:10.1080/00310328.2018.1471652. ISSN:0031-0328. Archived from the original on 2023-07-12.
- Elayi, Josette (1980). "The Phoenician Cities in the Persian Period". Journal of the Ancient Near Eastern Society of Columbia University (بالإنجليزية). 12 (1): 13–28. OCLC:603677062. Archived from the original on 2023-07-21.
- Elayi, Josette (2018). Plummer, Andrew (ed.). The History of Phoenicia (بالإنجليزية). Atlanta, GA: Lockwood Press. ISBN:9781937040826. OCLC:1037944871. Archived from the original on 2023-07-24.
- Green, Peter (2008). The Hellenistic Age - A short history (بالإنجليزية). New York: Modern Library. ISBN:9781588367068. OCLC:228009513. Archived from the original on 2023-10-12.
- Gubel, Eric (2002). Caubert, Annie; Fontan, Elisabeth; Musée du Louvre Département des antiquités orientales (eds.). Art phénicien: la sculpture de tradition phénicienne (بالفرنسية). Paris: Réunion des musées nationaux. ISBN:9789053494165. OCLC:52464867. Archived from the original on 2023-10-30.
- Jigoulov, Vadim S. (2010). The social history of Achaemenid Phoenicia: Being a Phoenician, negotiating empires (بالإنجليزية). London: Equinox Pub. Limited. ISBN:9781845533311. OCLC:373560731. Archived from the original on 2023-11-22.
- Kaoukabani, Brahim (1973). "Rapport préliminaire sur les fouilles de Kharayeb 1969-1970" [Preliminary report on the Kharayeb excavations 1969-1970]. Bulletin du Musée de Beyrouth (بالفرنسية). Paris. 26: 41–59. OCLC:1136064153.
- Khalil، Wissam؛ Oggiano، Ida (2021). "معبد الخرايب من الحقبتين الفينيقيّة والهلنستيّة في الرّيف المتاخم لمدينة صور (لبنان)" [The sanctuary of Kharayeb: a temple from the Phoenician and Hellenistic eras in the rural outskirts of the city of Tyre, Lebanon.]. مجلة الإتحاد العام للآثاريين العرب. ج. 22 ع. 2: 331–344. DOI:10.21608/jguaa.2021.71462.1181. ISSN:2536-9822. مؤرشف من الأصل في 2023-06-06.
- Lancellotti, Maria Grazia (2003). "I bambini di Kharayeb. Per uno studio storico-religioso del santuario" [The children of Kharayeb. A historical-religious study of the shrine.]. Studi ellenistici (بالإيطالية). 15: 341–370. DOI:10.1400/41531. Archived from the original on 2023-07-16.
- Ledrain, Eugène (1888). Notice sommaire des monuments phéniciens du Musée du Louvre [Summary of the Phoenician monuments in the Louvre Museum] (بالفرنسية). Paris: Librairies-Imprimeries Réunies. OCLC:906501642.
- Localiban (2015). "Kharayeb". Localiban, Administrative Divisions of Lebanon. مؤرشف من الأصل في 2023-04-01. اطلع عليه بتاريخ 2023-06-05.
- Oggiano، Ida (2012). "Terracotta figurines from Kharayeb (Tyre)" (PDF). Newsletter of the Coroplastic Studies Interest Group ع. 8: 6–7. مؤرشف (PDF) من الأصل في 2023-08-11.
- Oggiano، Ida (2013). Bonnet، Corinne (المحرر). "Le sanctuaire de Kharayeb et l'évolution de l'imagerie phénicienne dans l'arrière-pays de Tyr". Topoi ع. Supplément 13 La Phénicie hellénistique - Actes du colloque international de Toulouse: 240–266. مؤرشف من الأصل في 2023-10-30. {{استشهاد بدورية محكمة}}: الوسيط |editor1= مفقود (مساعدة)
- Oggiano، Ida؛ Khalil، Wissam؛ Festuccia، Silvia؛ Núñez Calvo، Francisco J.؛ Nervi، Cristina (2016). "The cult place of Kharayeb: Report of the 2013-2014 missions". Bulletin d'Archéologie et d'Architecture Libanaises (BAAL). ج. 16: 193–214.
- Oggiano، Ida (2019). "Vestire gli ignudi - The appearance of dress in Iron Age Phoenicians figurines: The case of Kharayeb (Lebanon)". في Donnat، Sylvie؛ Hunziker-Rodewald، Régine؛ Weygand، Isabelle (المحررون). Figurines féminines nues de l'Égypte à l'Asie centrale. Paris: Boccard. ص. 265–282. ISBN:9782701805320. مؤرشف من الأصل في 2023-10-30. {{استشهاد بكتاب}}: |عمل= تُجوهل (مساعدة)
- Oggiano, Ida; Khalil, Wissam (2020). "Le sanctuaire phénicien de Kharayeb dans l'arrière-pays de Tyr" [The Phoenician sanctuary of Kharayeb in the hinterland of Tyre]. La Revue Phénicienne (بالفرنسية). Beirut (Centennial edition): 201–208.
- Oggiano, Ida (Aug 2022). "The sacred representation of a miniature world: Rituals with figurines and small and miniaturized pottery at the Phoenician cult place of Kharayeb". Oxford Journal of Archaeology (بالإنجليزية). 41 (3): 303–321. DOI:10.1111/ojoa.12249. ISSN:0262-5253. Archived from the original on 2023-07-12.
- Renan, Ernest (1864). Mission de Phénicie dirigée par Ernest Renan : Texte [Mission of Phoenicia directed by Ernest Renan: Text] (بالفرنسية). Paris: Imprimerie impériale. OCLC:490085044. Archived from the original on 2023-09-01.
- Roumie، M.؛ Oggiano، I.؛ Reslan، A.؛ Srour، A.؛ El-Morr، Z.؛ Castiglione، M.؛ Tabbal، M.؛ Korek، M.؛ Nsouli، B. (2019). "PIXE contribution for a database of Phoenician pottery in Lebanon". Nuclear Instruments and Methods in Physics Research B. ج. 450: 299–303. Bibcode:2019NIMPB.450..299R. DOI:10.1016/j.nimb.2018.08.025. ISSN:0168-583X. مؤرشف من الأصل في 2023-07-17.
- Sader, Hélène (2016). "A Phoenician "incense altar" from Tell el-Burak, Lebanon". Rivista di studi fenici (بالإنجليزية). 44: 61–66. Archived from the original on 2023-07-21 – via De Gruyter.
- Vella، Nicholas (2000). "Defining Phoenician Religious Space: Oumm el-'Amed Reconsidered". Ancient Near Eastern Studies. ج. 37: 27–55. DOI:10.2143/ANES.37.0.1081. OCLC:4632379753. مؤرشف من الأصل في 2023-07-24.